# Адміністративний устрій Приморського району (Запорізька область)
Адміністративний устрій Приморського району — адміністративно-територіальний устрій Приморського району Запорізької області на 1 міську раду та 15 сільських рад, які об'єднують 31 населений пункт і підпорядковані Приморській районній раді. Адміністративний центр — місто Приморськ.

## Список радПриморського району
| №  | Назва                          | Центр             | Населені пункти                                           | Площа км² | Місце за площею | Населення (2001), осіб. | Місце за населенням |
| -- | ------------------------------ | ----------------- | --------------------------------------------------------- | --------- | --------------- | ----------------------- | ------------------- |
| 1  | Приморська міська рада         | м. Приморськ      | м. Приморськ с. Комишуватка с-ще Набережне с-ще Подспор'є |           |                 |                         |                     |
| 2  | Банівська сільська рада        | с. Банівка        | с. Банівка                                                |           |                 |                         |                     |
| 3  | Борисівська сільська рада      | с. Борисівка      | с. Борисівка с. Азов с. Лозанівка                         |           |                 |                         |                     |
| 4  | Вячеславська сільська рада     | с. Вячеславка     | с. Вячеславка с. Маринівка                                |           |                 |                         |                     |
| 5  | Гюнівська сільська рада        | с. Гюнівка        | с. Гюнівка с. Радолівка                                   |           |                 |                         |                     |
| 6  | Єлизаветівська сільська рада   | с-ще Єлизаветівка | с-ще Єлизаветівка с. Єлизаветівка с. Підгірне             |           |                 |                         |                     |
| 7  | Єлисеївська сільська рада      | с. Єлисеївка      | с. Єлисеївка                                              |           |                 |                         |                     |
| 8  | Зеленівська сільська рада      | с. Зеленівка      | с. Зеленівка с-ще Нельгівка с. Нельгівка                  |           |                 |                         |                     |
| 9  | Інзівська сільська рада        | с. Інзівка        | с. Інзівка                                                |           |                 |                         |                     |
| 10 | Коларівська сільська рада      | с. Коларівка      | с. Коларівка                                              |           |                 |                         |                     |
| 11 | Мануйлівська сільська рада     | с. Мануйлівка     | с. Мануйлівка с. Калинівка с. Петрівка                    |           |                 |                         |                     |
| 12 | Новоолексіївська сільська рада | с. Новоолексіївка | с. Новоолексіївка с. Лозуватка                            |           |                 |                         |                     |
| 13 | Орлівська сільська рада        | с. Орлівка        | с. Орлівка с. Райнівка                                    |           |                 |                         |                     |
| 14 | Партизанська сільська рада     | с. Партизани      | с. Партизани                                              |           |                 |                         |                     |
| 15 | Преславська сільська рада      | с. Преслав        | с. Преслав                                                |           |                 |                         |                     |
| 16 | Юр'ївська сільська рада        | с. Юр'ївка        | с. Юр'ївка                                                |           |                 |                         |                     |

* Примітки: м. — місто, смт — селище міського типу, с. — село, с-ще — селище